# Филаделфия (Токантинс)

Филаделфия на карте штата.

Филаделфия (порт. Filadélfia) — муниципалитет в Бразилии, входит в штат Токантинс. Составная часть мезорегиона Западный Токантинс. Входит в экономико-статистический микрорегион Арагуаина. Население составляет  8 505 человек на 2010 год. Занимает площадь 1 988,081 км². Плотность населения — 4,28 чел./км².
Праздник города — 1 января.

## История
Город основан в 1951 году.

## Демография
Согласно сведениям, собранным в ходе переписи 2010 г. Национальным институтом географии и статистики (IBGE), население муниципалитета составляет:
| Полное население                               | Полное население                               | Полное население                               | Полное население                               | 8 505 |
| ---------------------------------------------- | ---------------------------------------------- | ---------------------------------------------- | ---------------------------------------------- | ----- |
| в том числе:                                   | Городское население                            | 5 538                                          | Процент городского населения, %                | 65,11 |
|                                                | Сельское население                             | 2 967                                          | Процент сельского населения, %                 | 34,89 |
|                                                | Мужское население                              | 4 470                                          | Процент мужского населения, %                  | 52,56 |
|                                                | Женское население                              | 4 035                                          | Процент женского населения, %                  | 47,44 |
| Плотность населения, чел/км²                   | Плотность населения, чел/км²                   | Плотность населения, чел/км²                   | Плотность населения, чел/км²                   | 4,28  |
| Население муниципалитета в % к населению штата | Население муниципалитета в % к населению штата | Население муниципалитета в % к населению штата | Население муниципалитета в % к населению штата | 0,61  |

По данным оценки 2016 года население муниципалитета составляет 8 848 жителей.

## Статистика
- Валовой внутренний продукт на 2003 составляет 16.177.157,00 реалов (данные: Бразильский институт географии и статистики).
- Валовой внутренний продукт на душу населения на 2003 составляет 1.901,41 реалов (данные: Бразильский институт географии и статистики).
- Индекс развития человеческого потенциала на 2000 составляет 0,668 (данные: Программа развития ООН).

## Важнейшие населенные пункты
| № | Населённый пункт | Населённый пункт (порт.) | Категория | Население чел. (2010) | На карте                       |
| - | ---------------- | ------------------------ | --------- | --------------------- | ------------------------------ |
| 1 | Филаделфия       | Filadélfia               | город     | 4 843                 | 7°20′19″ ю. ш. 47°29′42″ з. д. |
| 2 | Биэландия        | Bielândia                | поселок   | 695                   | 7°29′06″ ю. ш. 47°51′39″ з. д. |
| 3 | Кана-Брава       | Cana Brava               | поселок   | 56                    | 7°19′19″ ю. ш. 47°39′28″ з. д. |